# Crenicichla saxatilis
 Crenicichla saxatilis és una espècie de peix de la família dels cíclids i de l'ordre dels perciformes.

## Morfologia
Els mascles poden assolir els 20 cm de longitud total.

## Distribució geogràfica
Es troba a Sud-amèrica: Surinam, Guaiana Francesa, Guaiana, Veneçuela i l'illa de Trinitat.